# Pentagram
Pentagram (grč. πεντάγραμμος, lat. pentagrammum) je petokraka zvijezda koja se sastoji od pet ravnih linija. Pentagram simbolizira četiri fizička elementa tj. zemlju, zrak, vatru i vodu, te duh. Ovisno o načinu crtanja tj. kojim potezom započinjemo njegovo crtanje govorimo o prizivajućem ili tjerajućem pentagramu.
Simbol pentagrama često se koristi u magijskim obredima. Pentagrami se ucrtavaju unutar magijskog kruga, na talismanima, kao i na magovoj odjeći. S jednim krakom uperenim prema gore simbolizira prirodu, odnosno mikrokozmos. S dva kraka uperena prema gore predstavlja materijalno prije duhovnog ili Sotonu i takav pentagram koristi se u sotonističkim i crnomagijskim obredima. Iako je bio korišten kroz povijest za razne druge religije, danas je najčešće korišten u sotonizmu.
Pentagram se koristi i kao simbol nekih neopoganskih pokreta, poput Wicce, ali i kod masona. Pentagram nepravilnog oblika, s izdužena dva kraka uperena prema dolje, jedan je od simbola Bahá'í religije.
Pentagram upisan u kružnicu naziva se pentakl i koristi se u tarot kartama male Arkane (naziva se još i dinar, kovanica, novčić) kao pandan simbola karo te predstavlja element Zemlje.

## Povijest
Ovaj simbolički geometrijski lik s tri isprepletena istokračna trokuta javlja se još u antici na spomenicima u Africi i Maloj Aziji. Predstavljao je pet planeta (Merkur, Veneru, Mars, Jupiter i Saturn), a tumačio se kao simbol vječnosti. Smatra se da su ga sljedbenici grčkog mističnog filozofa Pitagore (o. 582.-o. 496. pr. Kr.) prvi počeli su ga koristiti kao magični simbol. Grci su ga isprva nazivali higija ("zdravlje"), zbog njegovih savršenih geometrijskih proporcija, a kasnije je bio poznat i pod nazivom pentalfa, jer izgleda kao da se sastoji od pet grafema prvog slova grčkog alfabeta alfa (α).
U srednjem vijeku korišten je u magijske svrhe, a kao ukras upotrebljavali su ga umjetnici i graditelji, a nalazimo ga i na kovanom novcu. Upotrebu pentagrama popularizirao je u 16. stoljeću njemački okultist i filozof Heinrich Cornelius Agrippa (1486. – 1535.) u svom djelu De occulta philosophia gdje je prikazao crtež ljudskog tijela položenog na pentagramu na čijim se vrhovima nalaze astrološki simboli pet planeta, što simbolizira hermetičko načelo kako gore, tako dolje, kako dolje, tako gore.
U kršćanstvu se koristio i tumačio kao simbol pet Isusovih rana, zbog čega se isprva koristio kao talisman za tjeranje "đavolskih sila", dok se u engleskoj tradiciji tumačio kao simbol pet kršćanskih otajstava (navještenje, rođenje, uskrsnuće, Kristovo uzašašće i Marijino uznesenje).
Obrnuti pentagram je sotonistički simbol, koji je prvi uveo Eliphas Levi (1810. – 1875.) kao razlikovni prikaz u odnosu na uspravni pentagram. Za sotoniste je to simbol palih anđela, neposlušnosti i pobune protiv Boga.

## Vanjske poveznice
- Pentagram Hrvatska enciklopedija
- Pentagram Proleksis enciklopedija